# Halahai (sockenhuvudort i Kina, Heilongjiang Sheng, lat 47,43, long 123,40)
Halahai (kinesiska: 哈拉海, 哈拉海乡) är en sockenhuvudort i Kina. Den ligger i provinsen Heilongjiang, i den nordöstra delen av landet, omkring 310 kilometer nordväst om provinshuvudstaden Harbin. Antalet invånare är 19 839. Befolkningen består av 9 618 kvinnor och 10 221 män. Barn under 15 år utgör 16,0 %, vuxna 15-64 år 77 %, och äldre över 65 år 6,0 %.
Runt Halahai är det ganska tätbefolkat, med 93 invånare per kvadratkilometer. Närmaste större samhälle är Qikeshu, 15,2 km nordväst om Halahai. Trakten runt Halahai består till största delen av jordbruksmark.
Genomsnittlig årsnederbörd är 706 millimeter. Den regnigaste månaden är juli, med i genomsnitt 227 mm nederbörd, och den torraste är februari, med 7 mm nederbörd.